# Jiu shi liu liu de ta
Jiu shi liu liu de ta (就是溜溜的她), comercialitzada en anglès com Cute Girl, o també Lovable You es una pel·lícula de drama romàntic de Taiwan del 1980 dirigida per Hou Hsiao-hsien, i protagonitzada per Kenny Bee, Anthony Chan i Fong Fei-fei. És la pel·lícula de debut de Hou Hsiao-hsien, en la que parteix de la tradició de les comèdies romàntiques taiwaneses, treballant-la perquè la trama teatral s'acosti cada cop més a la vida real. Els dos actors principals, Kenny Bee i Feng Fei-fei, en aquell moment dues conegudes popstars a Hong Kong i Taiwan, expliquen el naixement d'un amor dins de el conflicte entre ciutat i camp i en el pas de la joventut a l'edat adulta.

## Argument
Wenwen és promesa al fill d'un industrial ric. La noia marxa al camp i coneix Daigang, un jove enginyer de condicions econòmiques aparentment modestes de qui s'enamora.

## Repartiment
- Kenny Bee: Daigang Gu
- Fong Fei-Fei: Wenwen Pan
- Anthony Chan: Qian Ma